# Ostrovica (Niška Banja)
Pour les articles homonymes, voir Ostrovica.
Ostrovica (en serbe cyrillique : Островица) est un village de Serbie situé dans la municipalité de Niška Banja et sur le territoire de la ville de Niš, district de Nišava. Au recensement de 2011, il comptait 464 habitants.

## Démographie
| 1948  | 1953  | 1961  | 1971  | 1981 | 1991 | 2002 | 2011 |
| ----- | ----- | ----- | ----- | ---- | ---- | ---- | ---- |
| 1 283 | 1 290 | 1 209 | 1 018 | 889  | 767  | 603  | 464  |

|  |